# Rhodoleptus femoratus
Rhodoleptus femoratus là một loài bọ cánh cứng trong họ Cerambycidae.